# 2488 Bryan
2488 Bryan (1952 UT) là một tiểu hành tinh vành đai chính được phát hiện ngày 23 tháng 10 năm 1952 bởi Đài thiên văn Goethe Link ở Brooklyn.